# Ambo, Etiopija
Ambo (znan i kao Hagere Hivot) je grad središnjoj Etiopiji, poznati je kupališni centar Grad se nalazi u Zoni Mirab Šoa u Regiji Oromija, na nadmorskoj visini od 2101 m, udaljen oko 120 km zapadno od glavnog grada Adis Abebe. Ambo je najveći grad i upravno središte worede Ambo.
Ambo je poznato termalno kupalište i grad za oporavak i odmor, poznat je i po svojoj mineralnoj vodi, koja je najpopularnija u Etiopiji. Ambo je poznat i zbog svojih prirodnih ljepota u neposrednoj okolici grada, južno od Amba, nalazi se Planina Venči s lijepim jezerom u vulkanskom krateru, na planini se nalaze i atraktivni slapovi; Guder i Huluka. Ambo je grad u kojem se nalazi istraživačka stanica Etiopskog instituta za poljoprivredna istraživanja (od 1977.), glavni cilj ovog instituta su istraživanja u zaštiti glavnih poljoprivrednih kultura Etiopije.

## Povijest
Ambo je bio mjesto gdje je svrgnuti etiopski car Lij Ijasu,  prvotno zatočen nakon zarobljavanja 1921., prije nego što je prebačen u kućni pritvor u Fike.
Tu je ranih 1930-ih, Mahtama Selasije Walda Mesqal, koji se vratio sa studija poljoprivrede u Francuskoj i Španjolskoj, utemeljio svoju oglednu poljoprivrednu stanicu u neposrednoj okolici grada. Od 1933., Ambo se počeo razvijati kao ladanjsko i kupališno mjesto, tad su izgrađeni prvi betonski bazeni i kupališne kabine, te nekoliko hotela u europskom stilu, a carski dvor izgradio je nekoliko jednostavnih vila za odmor svojih važnijih dostojanstvenika i cara.
Talijani su za svoje kratkotrajne vladavine 1936. – 1941., nakon Drugog talijansko-abesinskog rata, izgradili dosta toga u Ambu; dvije vojne utvrde, poštu, telefon, manju bolnicu, restorane, hotel i spomenik palima iz Pete planinske divizije Pusterija.
Pored Amba podignuta je 1955., manja 170 KW hidrocentrala, koja je dograđena 1965. te sad ima kapacitet od 210 KW (godišnja proizvodnja je 132.000 KWh). Od 1965. u Ambu djeluju Poljoprivredna i Šumarska škola.
U posljednjim tjednima etiopskog građanskog rata, jedinice Etiopskog narodnog revolucionarnog demokratskog fronta zauzele su Ambo 25. travnja 1991. od demoraliziranih snaga režima Derg To je bio dio njihove strategije potpunog okruženja i izolocije glavnog grada Adis Abebe, i slamanja režima Derg.

## Sveučilište u Ambu
Ambo ima jedno od najbolje opremljenih Sveučilišta u Etiopiji, koje je 2006. proslavilo 50 godina rada, mnogi istaknuti etiopljani školovali su se na tom Sveučilištu, poput bivšeg etiopskog premijera Tesfaye Dinka.

## Gradovi prijatelji
- Xuchang, Kina od 18. prosinca 2006.[8]

## Stanovništvo
Prema podacima Središnje statističke agencije Etiopije -(CSA) za 2005. grad Ambo imao je 49,421 stanovnika, od toga 24,671 muškaraca i 24,750 žena.

## Vanjske poveznice
- Informacije o jezeru Venči pored Amba  Arhivirana inačica izvorne stranice od 1. prosinca 2008. (Wayback Machine)
- Službene stranice Sveučilišta Ambo